# Agrotis llanoi
Agrotis llanoi là một loài bướm đêm trong họ Noctuidae.